# Calicnemia mortoni
Calicnemia mortoni е вид водно конче от семейство Platycnemididae. Видът не е застрашен от изчезване.

## Разпространение
Разпространен е в Бутан, Индия (Дарджилинг и Сиким) и Непал.